# John Forrest

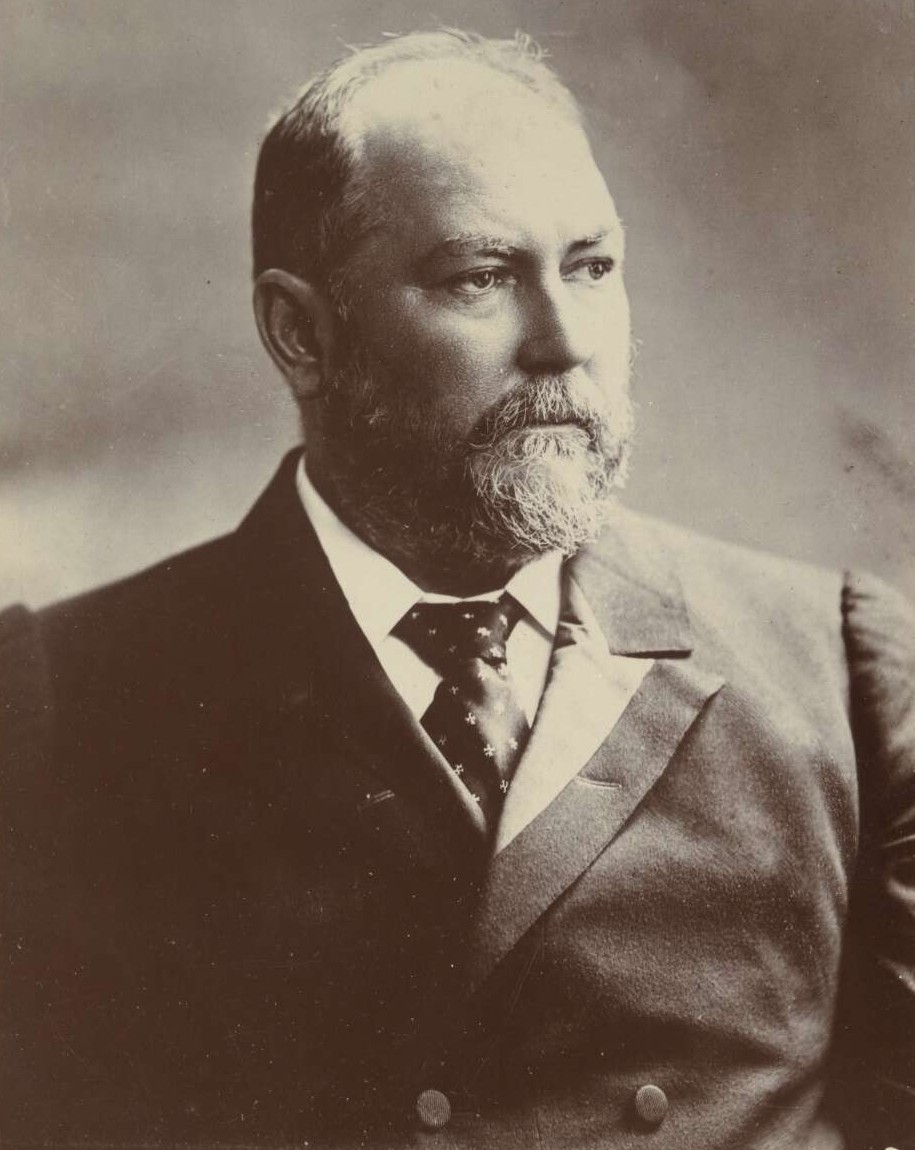
John Forrest, 1898

Sir John Forrest, PC, GCMG (* 22. August 1847 in Bunbury, Western Australia; † 1918 auf See) war ein australischer Entdecker und Politiker.

## Leben
Der ausgebildete Vermessungsingenieur wurde 1869 gemeinsam mit seinem Bruder Alexander Forrest beauftragt, eine Expedition in das Hinterland von Westaustralien durchzuführen. Er sollte dabei das Land erforschen und nach Spuren des verschollenen deutschen Forschers Ludwig Leichhardt suchen. Nach 19 Wochen, die einen ständigen Kampf gegen das Verdursten darstellten, kehrten sie zurück, ohne eine Spur von Leichhardt gefunden zu haben. Allerdings berichteten sie von den zahlreichen Mineralien und Bodenschätzen, die sie entdeckt hatten – heute liegen in diesem Gebiet ertragreiche Bergbauminen.
1870 wurden sie von Gouverneur Frederick Weld ausgeschickt, um eine neue Landroute von Perth nach Adelaide zu finden. Wieder durchquerte die Expedition zahlreiche Wüstengebiete, ehe sie am Ziel ankamen. Auf dieser Route wurde bald darauf eine Telegrafenleitung verlegt. Vier Jahre später folgte die nächste gemeinsame Expedition der Brüder John und Alexander. Von Geraldton an der Westküste machten sie sich auf in die zentralen Wüstengebiete. Auf ihrem Weg nach Osten entkamen sie knapp einem Überfall durch Aborigines und wurden durch einen überraschenden Regenguss vor dem Verdursten gerettet. Allerdings mussten sie die Pferde zurücklassen und kamen zu Fuß an die von Adelaide nach Norden verlaufende Telegrafentrasse. Diese Expedition war die erste, die Zentralaustralien und die Victoriawüste von West nach Ost durchquerte.
Als Anerkennung für seine Leistungen erhielt John Forrest eine angesehene Stellung in der westaustralischen Verwaltung und 2000 Hektar Land, auf dem er eine Farm begründete. 1878 unternahm er seine letzte ausgedehnte Reise an die Nordwestküste, wo er ebenfalls zahlreiche Minengebiete erkundete. 1890 wurde Forrest erster Premierminister der ab diesem Jahr selbstverwalteten Kolonie Westaustralien und 1901 Mitglied der ersten australischen Bundesregierung.
Am 6. Februar 1918 wurde er darüber informiert, dass König George V. die Genehmigung erteilt habe, dass er als erster Australier in den erblichen Adelstand erhoben werde, und zwar mit dem Titel Baron Forrest of Bunbury in the Commonwealth of Australia and of Forrest in Fife in the United Kingdom. Er starb allerdings kinderlos, bevor ihm die förmlichen Ernennungsdokumente ausgestellt worden waren, weshalb der Titel nie rechtswirksam geschaffen wurde.
Nachdem sich in diesem Jahr sein Gesundheitszustand verschlechterte, beschloss er, nach England zu fahren, um dort ärztliche Behandlung zu erhalten. Am 30. Juli 1918 stach er in Perth in See, verstarb jedoch noch auf der Überfahrt.
Nach ihm ist einer der ältesten Nationalpark Australiens in der Nähe von Perth benannt, der John-Forrest-Nationalpark sowie die Ortschaft Forrest in der Nullarbor-Ebene.

## Ehrungen

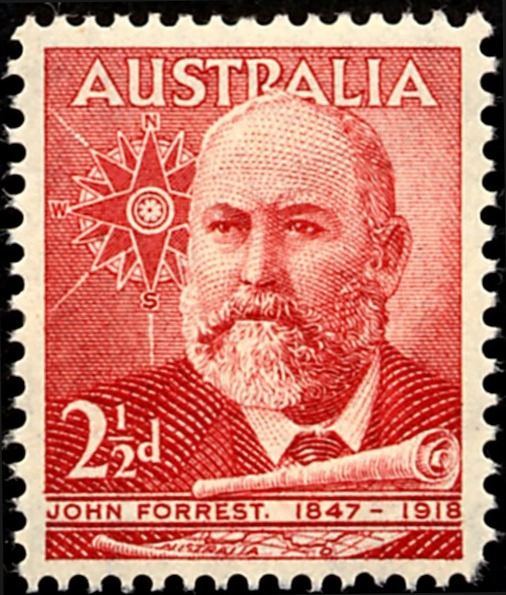
Briefmarke (1949)

- Am 28. November 1949 gab die australische Post eine Briefmarke zu Ehren von John Forrest zu 2½ d heraus.
- 1994 Australien, 5 Dollars Gedenkmünze, 925er Silber, 35,79 g, 39 mm, Münzstätte Canberra, Auflage 18.312 Stück

Der Margaret River in Western Australia ist nach seiner Ehefrau benannt.